# Genzyme

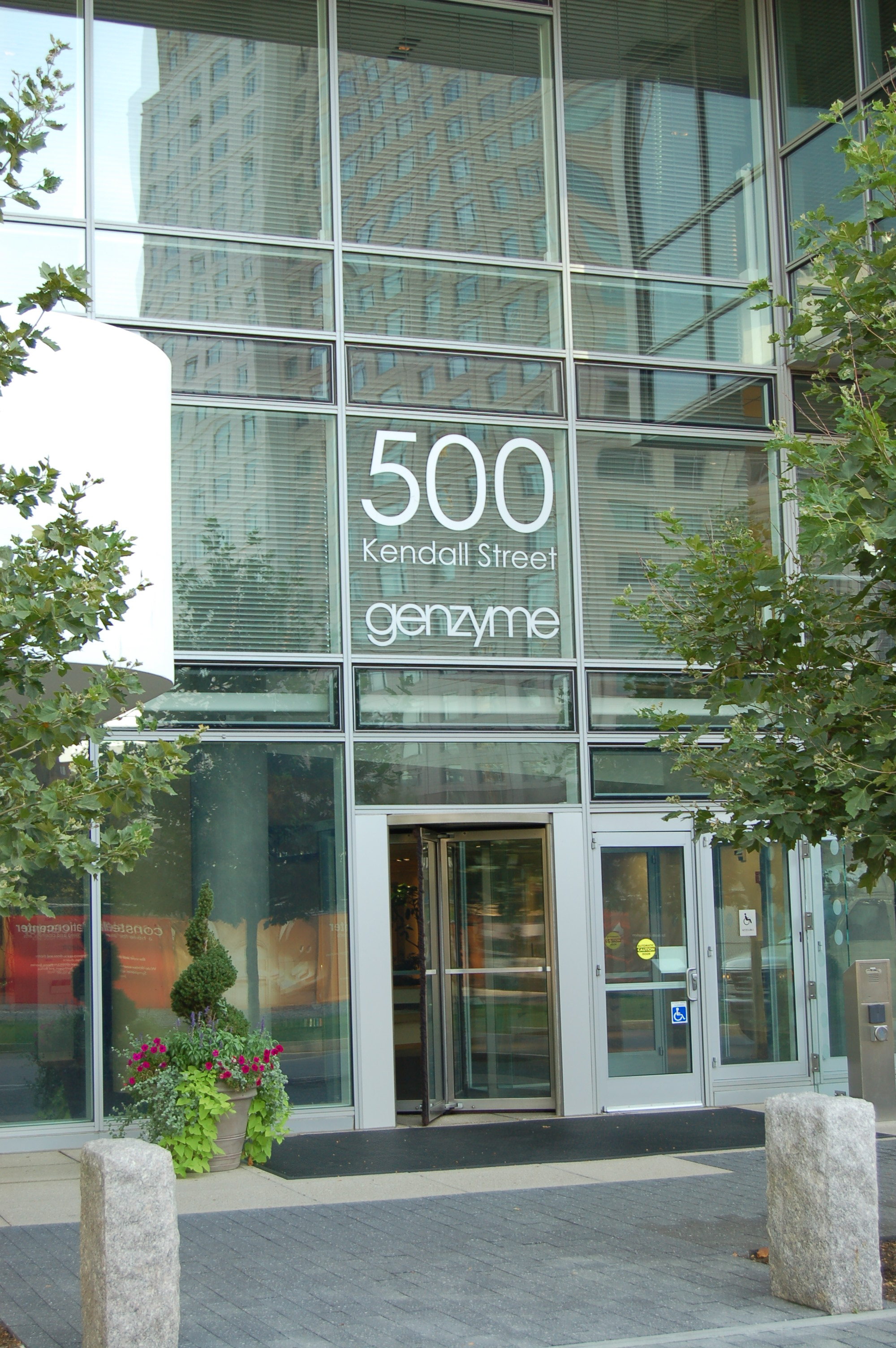
Hauptquartier von Genzyme

Sanofi Genzyme ist ein Biotechnologieunternehmen aus den Vereinigten Staaten mit Hauptsitz in Cambridge, Massachusetts. Nach einer feindlichen Übernahme ist es seit 2011 ein hundertprozentiges Tochterunternehmen des französischen Pharmakonzerns Sanofi. Genzyme ist spezialisiert auf Enzymmedikation. Im Geschäftsjahr 2009 beschäftigte das Unternehmen weltweit 12.000 Mitarbeiter und erzielte einen Umsatz von 4,5 Milliarden US-Dollar.

## Geschichte

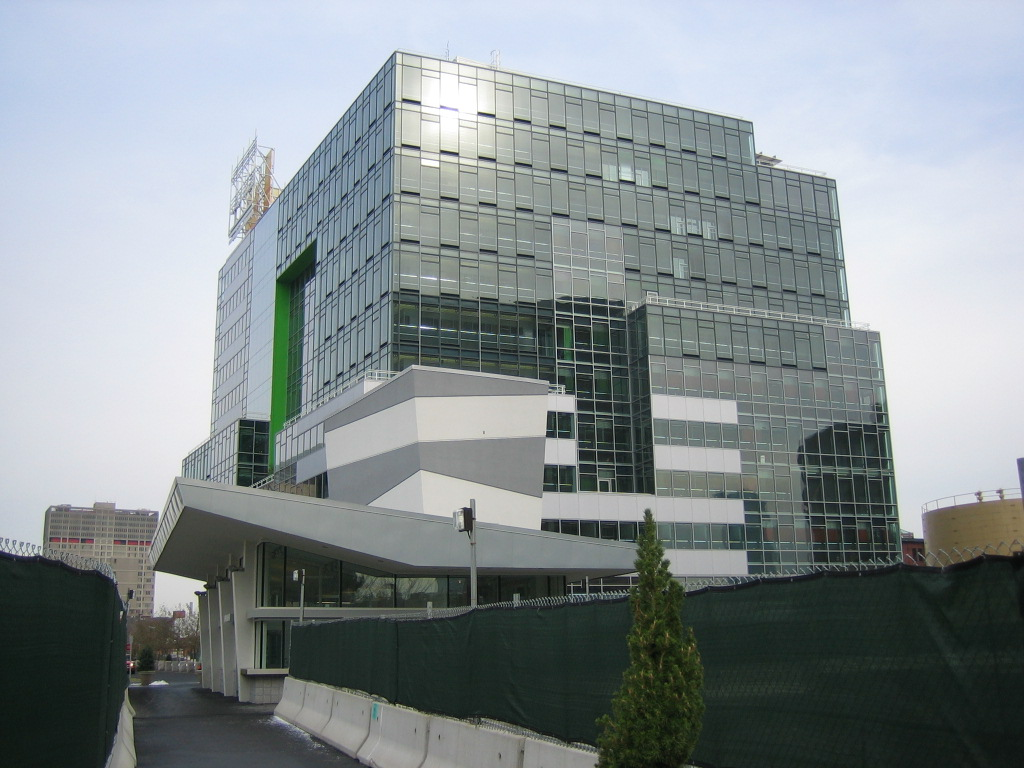
Foto: Andreas Matern (2004)

Am 8. Juni 1981 wurde Genzyme als sogenanntes Start-up von Sheridan Snyder und Henry Blair gegründet. Mithilfe von Risikokapital übernahm Genzyme noch im selben Jahr das britische Unternehmen Whatman Biochemicals Ltd., dessen Fokus auf der Erzeugung von Diagnoseprodukten lag.
1982 akquirierte das Unternehmen den britischen Hersteller von industriellen Feinchemikalien und Reagenzien Koch Light Laboratories für die Produktlinie Genzyme Fine Chemicals, welche knapp vier Jahre später in Genzyme Pharmaceuticals übernannt wurde.
1983 wechselte Henri Termeer vom US-Pharmakonzern Baxter International zu Genzyme und übernahm die Position des Präsidenten. Zwei Jahre später wurde er zum Chief Executive Officer ernannt.
Im Jahre 1986 folgt die Notierung an der Börse und der damit verbundene Übergang in eine Aktiengesellschaft. Am 18. April 1989 gab Genzyme die Fusion mit dem im April 1981 gegründeten US-Unternehmen Integrated Genetics Incorporated bekannt.
2002 erwarb Genzyme das Unternehmen Pharming N.V. aus Belgien.
2003 wurde es im Boston Business Journal mit dem Titel „Company of the Year“ und 2006 im Fortune als eines von „100 Best Companies to Work“ ausgezeichnet. 2009 wurde Genzyme zum dritten Mal vom Science Magazine zum Top Employer 2009 ernannt.
Am 29. August 2010 wurde bekannt, dass der französische Pharmakonzern Sanofi (damals noch unter dem Namen Sanofi-Aventis firmierend) das Unternehmen für 18,5 Milliarden US-Dollar übernehmen wollte. Nachdem das ursprüngliche Übernahmeangebot von 69 USD auf 74 USD in bar pro Aktie (entspricht etwa 20,1 Mrd. USD) plus spätere Zusatzzahlungen bei Erreichen bestimmter Ziele erhöht wurde, gaben Genzyme und Sanofi am 15. Februar 2011 ihre grundsätzliche Einigung auf eine Übernahme bekannt. Die Übernahme wurde Anfang des 2. Quartals 2011 abgeschlossen.
Im Januar 2014 formierten Genzyme und das US-amerikanische Pharmaunternehmen Alnylam (NASDAQ: ALNY) eine Allianz, um gemeinsam die Entwicklung und Vermarktung von Medikamenten voranzutreiben, die auf Basis der RNA-Interferenz (RNAi oder auch RNA-Silencing) entwickelt werden. Im Jahr 2024 schließt Sanofi mit Novavax einen Impfstoff-Lizenzvertrag über 1,2 Milliarden US-Dollar ab.

## Genzyme in Deutschland
Seit Anfang der neunziger Jahre ist das US-Unternehmen Genzyme in Deutschland aktiv. Im Jahr 2002 hat sich Genzyme Deutschland am heutigen Standort in Neu-Isenburg bei Frankfurt am Main niedergelassen. Das Unternehmen entwickelte sich zu einer Gesellschaft mit heute über 170 Mitarbeitern. Der Fokus liegt vor allem auf Marketing- und Vertriebsaktivitäten.

## Medikamente
Die Geschäftsbereiche von Genzyme gliedern sich in folgende Abteilungen:
- Lysosomale Speicherkrankheiten
- Maligne Schilddrüsenerkrankungen
- Nieren- und kardiovaskuläre Erkrankungen
- Transplantationsmedizin und Onkologie
- Orthopädische und chirurgische Anwendungsbereiche

Zu den Medikamenten von Genzyme gehören unter anderem Sevelamer (Handelsname: Renagel/Renvela) für die Behandlung von Dialyse-Patienten mit Hyperphosphatämie. In der Enzymersatztherapie werden Cerezyme zur Behandlung des Morbus Gaucher und Fabrazyme zur Behandlung von Patienten mit Morbus Fabry eingesetzt. Beides sind lysosomale Speicherkrankheiten. Zur Behandlung einer Hypercholesterinämie steht das Produkt Colesevelam (Handelsname Cholestagel) zur Verfügung.
Im Entwicklungsstadium befindet sich Tolevamer zur Therapie der antibiotikaassoziierte Kolitis. Campath (Alemtuzumab) ist bereits zur Behandlung einer Form des Non-Hodgkin-Lymphoms (B-CLL) zugelassen, zurzeit läuft eine Studie für die Anwendung bei Multipler Sklerose. Beim letztgenannten besteht eine Zusammenarbeit mit Bayer Schering Pharma.